# Burg Camburg

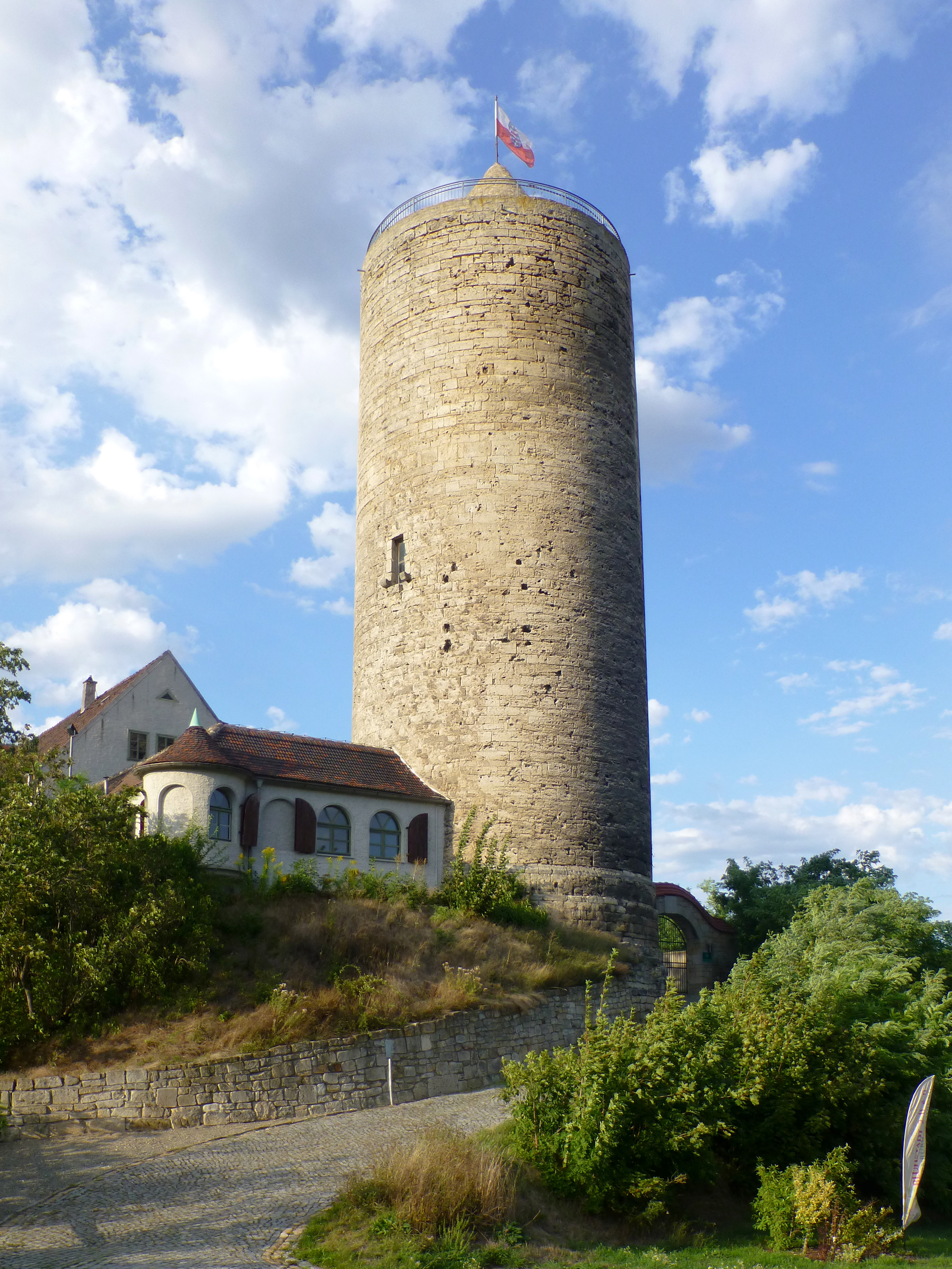
Burg Camburg, Bergfried

Die Burg Camburg ist die Ruine einer Höhenburg im gleichnamigen Camburg, einem Ortsteil der an der Saale gelegenen Kleinstadt Dornburg-Camburg im Saale-Holzland-Kreis in Thüringen, etwa 20 km nördlich von Jena auf halber Strecke nach Naumburg.

## Lage
Der rechts der Saale auf der „Meißener Stadtseite“ von Camburg gelegene, sich in Nord-Süd-Richtung erstreckende, ca. 285 m lange und 25–75 m breite Burgberg (179 m NN) ist durch einen breiten und tiefen Halsgraben, durch den heute die Fernverkehrsstraße B 88 führt, in zwei Teile getrennt. Der Verlauf der Straße wechselte mehrfach, wobei der heutige Verlauf wohl der ursprüngliche ist, allerdings erst in der Zeit nach der Zerstörung der Burg als Saaltal- oder Nürnberger Straße genannte Nord-Süd-Verbindung entstand. Die breite, geradlinig am Osthang des Sporns verlaufende Wegführung entstand mit dem Chausseebau Ende des 18. Jh. In Camburg hat den schriftlichen Quellen des Mittelalters zufolge eine obere Burg (superius castrum in Camburg, que vulgariter dicuntur Gehege) existiert, was eine untere Burg wahrscheinlich macht. Verschiedentlich wurde auch angenommen, dass sich das superius castrum in Camburg  lediglich auf die höher liegenden Teile des Bergsporns bezogen hat. Ebenso wird auch über die Lage dieser oberen Burg auf einem der benachbarten Berge spekuliert.

## Geschichte
Ob bereits in der zweiten Hälfte des 11. Jahrhunderts eine Nebenlinie der Wettiner in Camburg ihren Sitz hatte, ist umstritten, da es keine urkundlichen Belege gibt. Nach 1089 tritt laut einer später verfassten Chronik ein Wilhelm als Graf von Camburg auf. Er ist lediglich ohne den Zusatz "Camburg" als der mittlere Sohn des Grafen Gero von Brehna (* um 1020; † nach 1089) zu fassen und war der Bruder des 1079 von Gegenkönig Rudolf von Rheinfelden (reg. 1077–1080) zum Bischof von Naumburg erhobenen Günther I. von Wettin († 1090, reg. 1079–1090). Eine Identifikation mit der als "WILHELMUS COMES UNUS FUNDATORUM" betitelten um 1250 geschaffenen Stifterfigur im Westchor des Naumburger Domes ist wahrscheinlich. Mit Wilhelm starb die Linie bereits vor 1116 im Mannesstamm aus und dessen Besitz fiel nach Inhalt eines als gefälscht anzusehenden Schriftstückes (welches wohl um die Mitte des 12. Jh. im Kloster Reinhardsbrunn entstanden ist) an den wettinischen Markgrafen von Meißen, Konrad den Großen (1123–1156). 
Die wettinischen Markgrafen sind allerdings erst im Jahre 1149 mit Camburg in Verbindung zu bringen. Eine markgräfliche Burg wird im Jahre 1166 erstmals genannt. Ihre Entstehung verdankt die Burg wohl vor allem dem Saaleübergang der sogenannten Salzstraße, die von Sulza an der Ilm über Schmiedehausen heranführte. 
Von 1133 bis ca. 1170 treten – meist in Naumburger Bischofsurkunden – Vertreter eines edelfreien Geschlechts auf, das sich ebenfalls nach Camburg benannte. Auch die Familie eines Gerhard von Camburg ist seit den 30er Jahren in Camburg anzutreffen und wird Ende des 12. Jh. der Ministerialität der Wettiner zugewiesen, obwohl Nachkommen wiederum auch als Reichsministeriale genannt werden. 
Wolfgang Hartmann verfolgt den Ansatz, dass es sich bei beiden Familien um Nachkommen des Grafen Dietmar von Selbold-Gelnhausen aus dem fränkischen Adelsgeschlecht der Reginbodonen handeln, dessen Gattin Adelheid mit Graf Wilhelm von Camburg bzw. dessen Gattin Gepa nah verwandt war. Von Dietmar und Adelheid deszendieren nach Hartmann auch die Burggrafen von Kirchberg, die Edelfreien von Gleißberg (Kunitzburg) und weitere Adelsfamilien der Umgebung, möglicherweise auch die Lobdeburger. Innerhalb des schon erwähnten Naumburger Stifterzyklus ist das Bildnis Wilhelms von Camburg in auffälliger Form auf die Statue eines (erschlagenen) Grafen Dietmar ausgerichtet, bei dem es sich nach Hartmann um den Verwandten (wohl Schwager) Wilhelms handelt. Hartmann bringt auch die Camburger Cyriakuskapelle (als Adelheids Grabstätte) mit Dietmar in Verbindung und stellt die Frage, ob die Zweiteilung der Burg Camburg in einem besitzrechtlichen Nebeneinander der Grafen Wilhelm und Dietmar ihren Ursprung hat. Dafür könne die Tatsache sprechen, dass die wettinischen Erben Wilhelms von Camburg auch in der Geschichte der Burg Gelnhausen (als Vorgängerin der dortigen Kaiserpfalz) eine Rolle spielten.
Ob Camburg unter Markgraf Ottos des Reichen (1156–1190) eine größere Rolle spielte, ist zu bezweifeln, da er in Camburg nur einmal im Jahre 1166 urkundet. 
Größere Aufmerksamkeit erhielt Camburg erst in den Auseinandersetzungen Markgraf Albrechts I. des Stolzen mit seinem Bruder Dietrich Dietrich. In diesem Zusammenhang wurde die Burg 1191 von dem mit Dietrich verbündeten thüringischen Landgrafen Hermann I. belagert und eingenommen. 1194/95 hat Albrecht die Burg offenbar erneut ausbauen lassen.
1170 erscheint ein Kaplan von Camburg als Zeuge in einer Urkunde Markgraf Ottos. Die Burgkapelle selbst wird erstmals 1213 und in der Folgezeit mehrfach erwähnt.
1280 soll Camburg im Zuge der Kämpfe Albrecht II. des Entarteten (1240–1314) mit seinen Söhnen durch Graf Günther von Kevernburg erfolglos belagert worden sein. Es wird auch zuweilen angenommen, dass auch Camburg zu den etwa 60 Burgen gehörte, die 1290/91 durch König Rudolf von Habsburg und die Stadt Erfurt zerstört worden sind. Nach häufigen Besitzerwechseln im 14. Jahrhundert wurde die Burg 1439 an die Vitzthume verkauft und im sächsischen Bruderkrieg 1450 durch Kurfürst Friedrich II. den Sanftmütigen (1412–1464) bis auf den Bergfried völlig zerstört und nicht wieder aufgebaut.

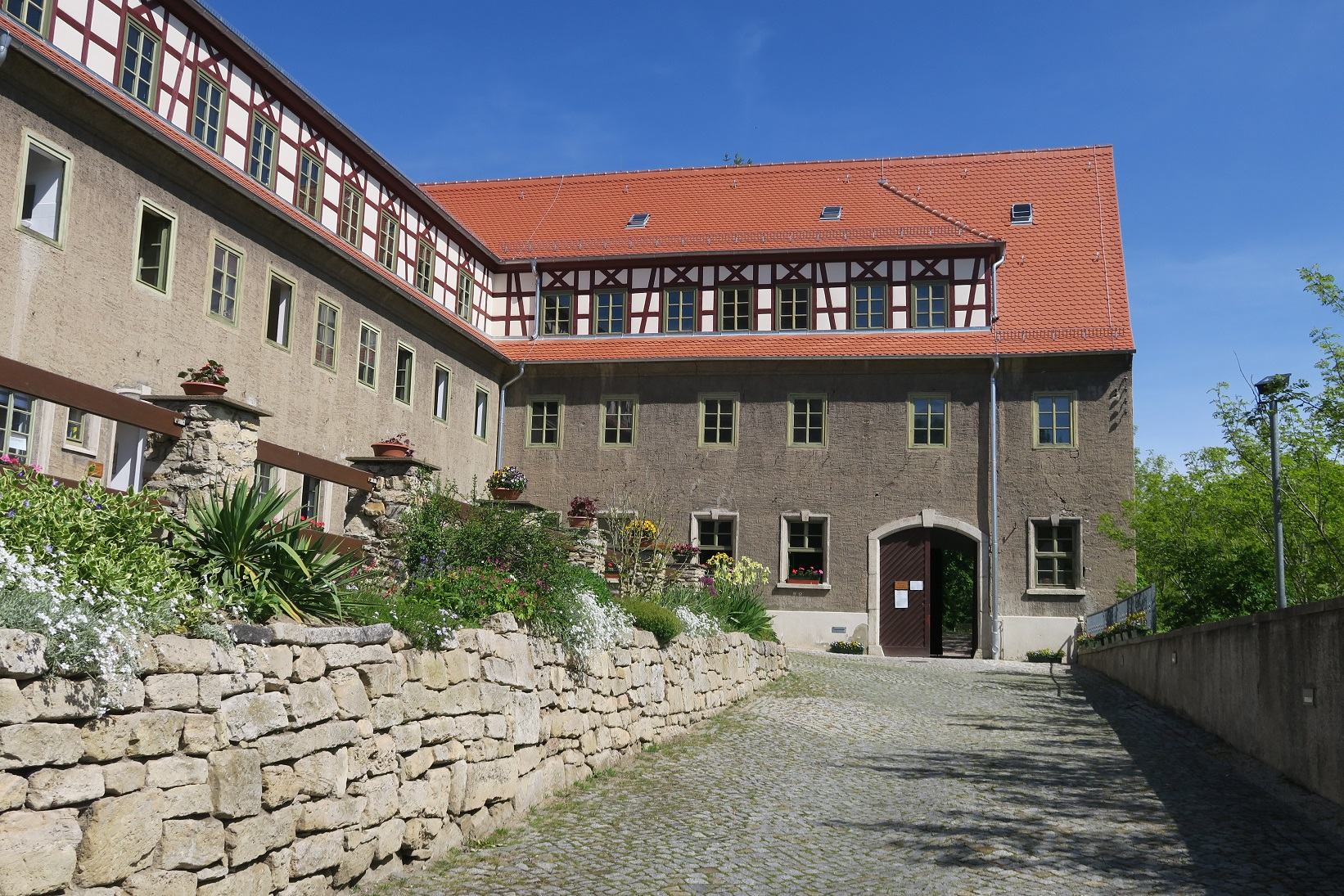
Gebäude der Jugendburg

In der Folgezeit verblieb die Ruine Camburg im Besitz der Wettiner und kam bei den Landesteilungen 1485 zunächst an die albertinische Linie, 1573 an die ernestinische Linie der Wettiner, 1603 an das aus dieser Linie hervorgegangene Herzogtum Sachsen-Altenburg und in der Folgezeit an weitere der vielfach wechselnden ernestinischen Herzogtümer. Am Ende der 19. Jahrhundert bzw. zu Beginn des 20. Jahrhunderts wurde in der Ruine der Burg eine Gaststätte gebaut und das Gelände zu einem Park umgestaltet. Die Gastwirtschaft wurde im Januar und Februar 1935 abgerissen und die Unterburg zu einer „Jugendburg“ der Hitlerjugend und des Bund Deutscher Mädel ausgebaut.
Nach einer umfangreichen Sanierung wird der Bergfried seit 2006 als Museum genutzt und dient zudem als Aussichtsturm. In einem Gebäude der Burganlage befindet sich außerdem ein Standesamt.

## Anlage
Von der wohl in der zweiten Hälfte des 11. Jahrhunderts gegründeten und 1450 zerstörten Anlage sind lediglich der eindrucksvolle Bergfried und wenige Reste der Umfassungsmauer erhalten geblieben.

### Erhaltene Baureste
Bei der unteren Burg in dem heute Turmberg genannten Areal handelt es sich um eine etwa viereckige Anlage. Erhalten ist der 37 m hohe Bergfried mit einem Außendurchmesser von 11 m, der vermutlich bereits in der zweiten Hälfte des 12. Jahrhunderts oder am Beginn des 13. Jahrhunderts entstand. Von ihm gehen noch einige Reste der bogenförmigen Burgmauer aus. Von der vermutlichen Oberburg, heute als Matzberg bezeichnet, hat sich insbesondere der gewaltige 45 m lange, 25 m breite und 15 m hohe Erdwall erhalten, der den Sporn nach Süden abriegelt. Zwischen beiden besteht ein beträchtlicher Höhenunterschied.

### Ergebnisse der archäologischen Untersuchungen 1935
Bei der Anlage einer Baugrube für die „Jugendburg“ kamen im Januar und Februar 1935 entlang des Westrandes des Berges mehrere Mauerzüge und Funde zu Tage. An der Stelle des heutigen L-förmigen Wohntraktes wurden ein leicht trapezförmiger Keller (5 × 6 m) und weitere Fundamentreste freigelegt und anschließend durch Gotthard Neumann und die Mitarbeiter des Germanischen Museums der Universität Jena vermessen. Zwar handelte es sich dabei nicht um eine reguläre wissenschaftliche Ausgrabung, da die Freilegung und Fundbergung in den Händen des Architekten und des Bauleiters lagen, doch gehört die Untersuchung der Ruine Camburg trotzdem zu den ersten mittelalterarchäologischen Maßnahmen auf einer Burg in Mitteldeutschland.
Die freigelegten Mauern gehören zu einem größeren und wohl auch repräsentativen Gebäude, das sich südlich des Bergfriedes erhob. Da die Räume Brandspuren aufwiesen und mit Bau- bzw. Brandschutt aufgefüllt waren, der eine große Zahl von Funden enthielt, kann davon ausgegangen werden, dass dieses Gebäude durch einen Brand zerstört wurde.
Die ältesten Funde stammen aus der Zeit zwischen 1080 und 1220/25. Bruchstücke älterer Keramik in slawischer Fertigungstradition liegen bisher weder vom Turm- noch vom Matzberg vor. Die Masse des keramischen Materials gehört der grauen/blaugrauen Irdenware des 13. bis 15. Jahrhunderts an. Neben der Irdenware ist auch Steinzeug mit mehreren Exemplaren vertreten, darunter eine so genannte Jacobakanne, die wohl aus Waldenburger Produktion stammt. Die Steinzeuggefäße datieren mehrheitlich in das 14. Jahrhundert. Wenige Stücke wie ein kleiner Henkeltopf und der Rest einer Mineralwasserflasche aus Steinzeug stammen erst aus der Neuzeit.

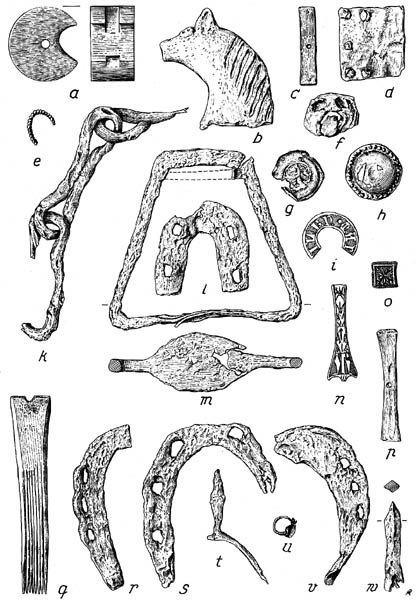
Keramik, Metall und Knochenfunde des 11.–15. Jh. (nach Neumann 1969, S. 413 Abb. 5)

Zu den außergewöhnlichen Keramikfunden gehören der Rest eines Aquamaniles in Form eines Pferdekopfes (b) und der Torso eines Reiters sowie eine Maske, die vermutlich einen Löwenkopf darstellen soll (f). Die Reste eines Rippenbechers aus Glas gehören in die Mitte des 15. Jahrhunderts. Unter den Fundmünzen sind ein Prager Groschen und der Deckel einer Dose für Meißner Groschen (g) besonders hervorzuheben. Von den übrigen Funden sind Kupfer-Beschläge mit Inschriften (i, n = Buchschliesse?), Riemenbeschläge aus Kupfer oder Messing (c, d), ein ursprünglich wohl mit einer Perle versehener Ohrring (u), ein geperlter Draht mit Vergoldung (e) und ein achtzinkiger Steilkamm aus Bein (q) zu nennen. Geborgen wurde darüber hinaus eine Reihe von Waffenteilen und Geräten aus Metall, so zum Beispiel eine Bolzenspitze (w), die Nuss einer Armbrust aus Messing (a), Reste von zwei trapezförmigen Steigbügeln (m), mehrere Wellen- und Pantoffeleisen (r, s, v), ein Eseleisen (l), Kettenteile (k), ein Türband, zahlreiche Beschläge, eine Mist- und eine Fleischgabel u. a. m. Das Fragment eines Stachelsporens (t) kann nur allgemein in das 10./11. Jahrhundert datiert werden. Ein Geflügelknochen mit zentralem Bohrloch (p) kann als Knebel oder als Brummer/Schwirrer, ein Spielzeug, bei dem mit Hilfe eines verdrehten Fadens ein Ton erzeugt wird, gedient haben. Die Aussagekraft der Funde bleibt jedoch beschränkt, da eine genauere stratigraphische Einordnung fehlt.
Insgesamt bestätigt sich so die bereits aus den schriftlichen Quellen hervorgehende Errichtung der Burg frühestens in der zweiten Hälfte des 11. Jahrhunderts. Ein seit dem 19. Jahrhundert angenommenes und vereinzelt auch heute noch behauptetes Zurückreichen der Anlage ins 9./10. und beginnende 11. Jahrhundert ist nahezu auszuschließen. Eine genauere archäologische Datierung der Anfänge ist jedoch weiterhin kaum möglich, anhand der Funde ist lediglich eine Existenz einer Burg in der Zeit um 1200 bzw. im ersten Viertel des 13. Jahrhunderts gesichert. Ihr Ende fand die Anlage in der Mitte des 15. Jahrhunderts, wobei ein Zusammenhang der beschriebenen Brandeinwirkungen mit der überlieferten Zerstörung im Sächsischen Bruderkrieg 1450 angenommen werden kann. Allerdings wurde das Gelände auch in der folgenden Zeit gelegentlich begangen und für verschiedenen Zwecke genutzt, worauf einige jüngere Funde hinweisen.
Auf der Oberburg wurden bisher keine archäologischen Untersuchungen durchgeführt. Bei der Umgestaltung des Areals zu einem Park am Beginn des 20. Jahrhunderts wurden einige wenige Funde geborgen. Hierzu gehören ein weiterer Steilkamm, der ebenfalls nur allgemein in das 12.–14. Jahrhundert datiert werden kann, eine Lanzenspitze und sechs Armbrustbolzenspitzen. Die Funde sind verschollen und lediglich als Zeichnung überliefert. Eine Bestimmung des Alters der Anlage und ein Vergleich mit der Unterburg sind somit nicht möglich. Unklar ist auch, ob der gewaltige Erdwall abschnittsweise im Mittelalter errichtet wurde oder zu einer bronzezeitlichen Burganlage gehört, da vom Gelände der Unterburg einige urnenfelderzeitlichen Keramikbruchstücke vorliegen.